# Dendrobium striatellum
Dendrobium striatellum är en orkidéart som beskrevs av Cedric Errol Carr. Dendrobium striatellum ingår i släktet Dendrobium, och familjen orkidéer. Inga underarter finns listade i Catalogue of Life.